# القانون الحديدي لحكم الأقلية

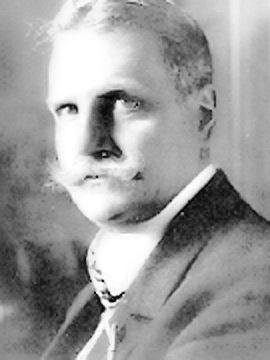
صاغ عالم الاجتماع روبرت ميشيل مصطلح القانون الحديدي لحكم الأقلية

يُعد القانون الحديدي لحكم الأقلية (بالإنجليزية: Iron law of oligarchy) نظرية سياسية طورها لأول مرة عالم الاجتماع الإيطالي (ألماني المولد) روبرت ميشيلز في كتابه الأحزاب السياسية عام 1911. تؤكد النظرية على أن حكم النخبة أو الأقلية (أوليغارشية) أمر لا مفر منه باعتباره «قانونًا حديديًا» داخل أي منظمة ديمقراطية كجزء من «الضروريات التكتيكية والتقنية» لعملها.
تنص نظرية ميشيلز على أن جميع المنظمات التي يتم تشكيلها، بغض النظر عن مدى ديمقراطيتها في البداية، تتطور في النهاية إلى أوليغارشية. لاحظ ميشيلز أنه نظرًا لعدم وجود منظمة كبيرة ومجمعة بشكل فعال يمكنها من العمل كديمقراطية مباشرة، فإن النفوذ داخل تلك المنظمة سيتم تفويضه دائمًا لأفراد المجموعة، المنتخبين أو غير المنتخبين. على حد تعبيره في كتابه الأحزاب السياسية، يقول ميشيلز: «إنها المنظمة التي تمنح الهيمنة للمنتخبين على الناخبين.... من يعترف بالمنظمة، يعترف بحكم الأقلية».
في عام 1911، وبتبني حكايات ونوادر من تاريخ الأحزاب السياسية والنقابات العمالية التي تكافح من أجل العمل بشكل ديمقراطي، اعتبر ميشيلز حجته قابلة للتطبيق على الديمقراطية التمثيلية بشكل عام. كان يعتقد أن «التطور التاريخي يسخر من جميع التدابير الوقائية التي تم اعتمادها لمنع حكم الأقلية».
وفقًا لميشيلز، أصبحت جميع المنظمات في النهاية بإدارة فئة قيادية تتكون في الغالب من مسؤولين مدفوعي الأجر أو مديرين تنفيذيين أو ناطقيين رسميين أو استراتيجيين سياسيين تابعين للمنظمة. بعيدًا عن كونه خدمًا للجماهير، يجادل ميشيلز بأن هذه الطبقة القيادية، بدلًا من عضوية المنظمة، ستنمو حتمًا للسيطرة على هياكل السلطة داخل المنظمة. من خلال التحكم في من لديه إمكانية الوصول إلى المعلومات، يمكن لأصحاب السلطة أن يشكلوا حكومة مركزية، غالبًا بالتعرض لعدد قليل من المساءلات فقط بسبب قضايا الاغتراب السياسي وانعدام روح المشاركة لدى معظم الأعضاء العاديين فيما يتعلق بعمليات صنع القرار داخل منظمتهم. يجادل ميشيلز بأن المحاولات الديمقراطية لمحاسبة المناصب القيادية هي عرضةً للفشل نظرًا لأن السلطة تجلب معها القدرة على مكافأة الولاء وعلى التحكم في المعلومات حول المنظمة وفي الإجراءات التي تتبعها المنظمة عند اتخاذ القرارات. يمكن استخدام جميع هذه الأدوات للتأثير بقوة على نتيجة أي قرارات يتخذها الأعضاء «بشكل ديمقراطي».
ذكر ميشيلز أن الهدف الرسمي للديمقراطية التمثيلية في القضاء على حكم الأقلية، أمر مستحيل؛ إذ تُستخدم الديمقراطية التمثيلية كواجهة لإضفاء الشرعية على حكم نخبة معينة؛ وأن حكم الأقلية، الذي أشار إليه باسم الأوليغارشية، هو أمر لا مفر منه.
هاجر ميشيلز لاحقًا إلى إيطاليا وانضم إلى الحزب الفاشي بزعامة بينيتو موسوليني، حيث كان يعتقد أن هذه هي الخطوة المشروعة التالية للمجتمعات الحديثة.
اكتسبت أطروحة ميشيلز شهرة مرة أخرى في الولايات المتحدة ما بعد الحرب بالتزامن مع نشر كتاب ديمقراطية الاتحاد: السياسة الداخلية للاتحاد الدولي للطباعة (1956) من قِبًل دار ليبسيت وتورو وكولمان.

## الخلفية
في عام 1911، جادل روبرت ميشيلز بأنه من المفارقات أن الأحزاب الاشتراكية في أوروبا، على الرغم من تبنيها أيديولوجيات ديمقراطية وأحكام المشاركة الجماهيرية، يبدو أنها تقع تحت إدارة قادتها تمامًا مثل الأحزاب المحافظة التقليدية. خلّص ميشيلز إلى أن المشكلة تكمن في طبيعة المنظمات بحد ذاتها. سمح العصر الحديث الأكثر ليبرالية وديمقراطية بتشكيل منظمات ذات أهداف مبتكرة وثورية، لكن مع زيادة تعقيد عمل هذه المنظمات، فإنها قد أخذت طابعًا أقل ديمقراطية وثورية. صاغ ميشيلز مصطلح «القانون الحديدي لحكم الأقلية»: «من يعترف بالمنظمة، يعترف بحكم الأقلية».
أصبح ميشيلز فيما بعد منظرًا مهمًا لنظام بينيتو موسوليني الفاشي في إيطاليا، إذ درّس مادة الاقتصاد في جامعة بيروجا.

## الأسباب
شدد ميشيلز على عدة عوامل تكمن وراء القانون الحديدي لحكم الأقلية. وضع دارسي كيه. ليتش ملخصًا عامًا لفترة وجيزة على النحو التالي: «تظهر البيروقراطية. في حال تبني البيروقراطية، تنهض السلطة. والسلطة فاسدة». أشار ميشيلز إلى أن أي منظمة كبيرة يجب أن تعتمد نظام بيروقراطي من أجل الحفاظ على كفاءتها عندما تصبح أكثر نشاطًا - ويجب اتخاذ العديد من القرارات يوميًا، والتي لا يمكن اتخاذها من قِبَل عدد كبير من الأشخاص غير المنظمين. ليستمر عمل المنظمة بشكل أكثر فعالية، يجب اعتماد حكومة مركزية، وبالتالي سينتهي الأمر بأن توضع السلطة بين أيدي الأقلية. هؤلاء الأقلية - الأوليغارشية - سيستخدمون كل الوسائل اللازمة للحفاظ على قوتهم وتوسيع نفوذهم.
وفقًا لميشيلز، فإن هذه العملية تزداد تعقيدًا لأن مثل هذا التفويض يُعد ضروريًا لعمل أي منظمة كبيرة، إذ لا يستطيع الآلاف – أو أحيانًا مئات الآلاف - من الأعضاء اتخاذ القرارات من خلال الديمقراطية التشاركية. تم تحديد هذه النتيجة مبدئيًا بسبب الافتقار إلى وسائل التقانة التي من شأنها خدمة عدد كبير من الأشخاص للاجتماع والمناقشة، وأيضًا بسبب الأمور المتعلقة بعلم نفس الحشود، مثلما جادل ميشيلز بأن الناس يشعرون بالحاجة إلى نظام قيادي. ومع ذلك، يؤدي التفويض إلى التخصص – ومنه إلى تطوير قواعد المعرفة والمهارات والموارد داخل النظام القيادي – الأمر الذي يساهم في إبعاد القيادة عن أعضائها العاديين ووضعها فقط كمنصب. جادل ميشيلز أيضًا بأنه بالنسبة لقادة المنظمات، فإن «الرغبة في الهيمنة... تُعتبر عالمية. وإن هذه حقائق نفسية أولية». وبالتالي، يمتلكون الرغبة في الوصول إلى السلطة والهيمنة.
إن البيروقراطية والتخصص هي العمليات الدافعة وراء القانون الحديدي. إذ ينتج عنها ظهور مجموعة من الإداريين المحترفين داخل تنظيم هرمي، ما يؤدي بدوره إلى عقلنة السلطة وجعل نشاطاتها روتينية مثل عملية صنع القرار، وهي العملية التي قام ماكس فيبر بوصفها بالصورة الأمثل، ثم لاحقًا وصفها جون كينيث جالبرايث، إلى أن تم وصفها بشكل أبسط وأكثر تشاؤمًا فيما يُعرف بمبدأ بيتر.
تؤدي البيروقراطية بحسب التصميم إلى مركزية السلطة ووضعها بين أيدي القادة. ذلك أن القادة يسيطرون على مبدأ العقوبات والمكافآت. وهم يميلون إلى الترويج لأولئك الذين يشاركونهم آرائهم ذاتها، ما يؤدي حتمًا إلى استمرار حكم الأقلية. يحقق الناس مناصب قيادية بسبب امتلاكهم مهارة سياسية أعلى من المستوى المتوسط. مع تقدمهم في حياتهم المهنية، تتضاعف قوتهم ومكانتهم. يتحكم القادة في المعلومات المتواردة عبر قنوات الاتصال ويفرضون رقابة على ما يجب تخبأته عن الأعضاء العاديين. يكرس القادة أيضًا موارد كبيرة لإقناع الأعضاء العاديين بصحة آرائهم. هذا يتوافق مع معظم المجتمعات: إذ يتم تعليم الناس طاعة من هم في مناصب السلطة. لذلك، يُبدي الأعضاء العاديون القليل من المبادرة وينتظرون حتى يقر القادة بأحكامهم ويصدرون توجيهات واجب اتباعها.